# La Huerta
La Huerta là một đô thị thuộc bang Jalisco, México. Năm 2005, dân số của đô thị này là 20161 người.